# Pantelimon (stație de metrou)
Pantelimon este o stație de metrou din București. Este dotată cu o singură linie și puține garnituri ce parcurg magistrala M1 își au capătul aici, majoritatea limitându-se la stația Republica. Intervalul de succedare a trenurilor variază între 15 și 45 de minute, iar la aproximativ 200 m se află depoul Pantelimon.
Această stație de metrou se află la intersecția Șoselei Dudești-Pantelimon cu Șoseaua Gării Cățelu. Aceasta stație de metrou a fost deschisă pe 7 iulie 1991 (după alte surse în ianuarie 1990:p. 7 sau mai 1991).

## Magistrala 5
Magistrala 5, construită între Drumul Taberei și stația Eroilor 2 urmează a fi extinsă într-o a treia etapă, pe la Piața Iancului până la depoul Pantelimon.